# باتريك فريدريكسون
باتريك فريدريكسون مواليد 16 مايو 1973 في هوسكفارنا، هو لاعب كرة مضرب سويدي سابق بدأ مسيرته كمحترف سنة 1995 وكان يلعب باليد اليمنى. أعلى تصنيف له في الفردي كان المركز الـ 84 في سنة 1997. أعلى تصنيف له في الزوجي كان المركز الـ 110 في سنة 1997.

## النهائيات

### الزوجي: 2 (0–2)
| الحصيلة | الرقم | السنة | الدورة                                    | الأرضية | الشريك        | المنافس في النهائي      | النتيجة في النهائي |
| ------- | ----- | ----- | ----------------------------------------- | ------- | ------------- | ----------------------- | ------------------ |
| الوصافة | 1.    | 1996  | بطولة قطر إكسون موبيل المفتوحة للتنس، قطر | صلبة    | ماجنوس نورمان | جاكو التينغ بول هارهويس | 3–6, 2–6           |
| الوصافة | 2.    | 1998  | سبليت                                     | سجاد    | فريدريك بيرغ  | مارتن دام جيري نوفاك    | 6–7, 2–6           |

## روابط خارجية
- باتريك فريدريكسون على موقع رابطة محترفي التنس (الإنجليزية)
- باتريك فريدريكسون على موقع الاتحاد الدولي لكرة المضرب (الإنجليزية)
- باتريك فريدريكسون على موقع خلاصة التنس.كوم (الإنجليزية)